# Марк Порцій Катон Ліцініан
Марк Порцій Катон Ліцініан (д/н — пом. 152 до н. е.) — визначний правник часів Римської республіки.

## Життєпис
Син відомого давньоримського політика Марка Порція Катона Старшого та Ліцінії. Від імені матері Марк Ліцініан й отримав свій агномен, щоб відрізнятися від зведеного брата — Салоніана.
Під час виховання Ліцініана приділялася велика увага його освіті, фізичному і психічному здоров'ю. Ліцініан вчився їздити верхи, плавати, боротися, фехтувати, проходив загартовування.
Марк Порцій Ліцініан розпочав службу у 173 році до н. е. в Лігурії під орудою консула Марка Попілія Лената. У 168 році до н. е. він брав участь у війні проти Персея Македонського у складі армії консула Луція Емілія Павла Македонського. Особливо Ліцініан відзначився у битві при Підні. Тут він виявив особисту мужність та відвагу, був тяжко поранений. Після лікування Ліцініан завершив кар'єру військовика за станом здоров'я.
Після цього приділяв усю свою увагу праву, його застосуванню та теоретичним засадам. Помер Ліцініан у 152 році до н. е. у Римі.

## Правництво
У сфері права Ліцініан досяг значних успіх, ставши одним з найвидатніших правників свого часу. Значну частину його доробки торкалися цивільного права, зокрема питань спадщини. Праці Ліцініана мали великий вплив на думки та розробки наступних правників Римської республіки та імперії. Навіть знайшли відбиток правові норми, розроблені Ліцініаном, у працях видатного правника часів імперії — Павла.

## Праця
Серед відомих тепер праць Марка Порція Ліцініана є лише одна — «Коментарі до цивільного права», що складалася з 18 книг.

## Родина
Дружина — Емілія Терція, донька Луція Емілія Павла Македонського.
Діти:
- Марк Порцій Катон, консул 118 року до н. е.
- Гай Порцій Катон, консул 114 року до н. е.